# Bogorodițk
Bogorodițk este un oraș în regiunea Tula, Rusia situat pe râul Upyorta, afluent al râului Upa și este reședința raionului Bogorodițki.